# インクラインダンベルフライ
インクラインダンベルフライとは主に大胸筋上部を鍛える種目である。メインは大胸筋・上腕三頭筋・三角筋をターゲットとしている種目である。他の種目としてデクラインダンブルプレスやダンベルプレスがある。

## 概要
ベンチ台の背もたれを30度〜45度傾斜させた状態で、肩幅より若干広めの手幅でダンベルを握る。スタートポジションはダンベルを胸の前に上げた状態が望ましい。
そして大胸筋を意識しながら、地面と垂直に3秒〜5秒くらいで上げていく。上げた際に、肘を伸ばしきると負荷が逃げてしまうので、肘を伸ばしきらない事。
呼吸はダンベルをあげる時に息を吐いて、下ろす時に吸うイメージ。